# Provincie Belluno
Belluno (Provincia di Belluno) je italskou provincií v oblasti Benátsko. Sousedí na severu s Rakouskem, na východě s autonomním regionem Furlansko-Julské Benátsko, na jihu s provinciemi Treviso a Vicenza a na západě s provinciemi Trento a Bolzano.
Na území provincie se tyčí Dolomity a protéká jím řeka Piave na svém horním toku.

## Okolní provincie
| Růžice kompasu |         | Bolzano           |                           | Růžice kompasu |
| Růžice kompasu | Trento  | Sever             | Furlansko-Julské Benátsko | Růžice kompasu |
| Růžice kompasu | Trento  | Provincie Belluno | Furlansko-Julské Benátsko | Růžice kompasu |
| Růžice kompasu | Trento  | Jih               | Furlansko-Julské Benátsko | Růžice kompasu |
| Růžice kompasu | Vicenza | Treviso           | Furlansko-Julské Benátsko | Růžice kompasu |